# Apeadero de Patã
El Apeadero de Patã es una plataforma ferroviaria desactivada de la Línea del Algarve, que servía a la localidad de Patã de Baixo, en el ayuntamiento de Albufeira, en Portugal.

## Historia
Este apeadero se encuentra en el tramo entre Faro y Amoreiras-Odemira, que entró en servicio el 1 de julio de 1889.